# Rubus maassii
Rubus maassii är en rosväxtart som beskrevs av Wilhelm Olbers Focke och Ferdinand Wilhelm Werner Bertram. Rubus maassii ingår i släktet rubusar, och familjen rosväxter.

## Underarter
Arten delas in i följande underarter:
- R. m. apricus
- R. m. oxyanchus
- R. m. lampoclados
- R. m. glaucoclados
- R. m. pulcherrimus
- R. m. silurum
- R. m. mercicus
- R. m. muenteri